# Barbital

Strukturformel för barbital.

Veronal av Bayer-företaget i glasrör med korkproppar och 10 tabletter, troligen omkring 1940

Barbital, summaformel C8H12N2O3, är ett lugnande och sömngivande preparat som tillhör gruppen barbiturater. Barbital var det första barbitursyrederivatet som kom att användas som sömnmedel under namnet Veronal. Det är betecknat som en långtidsverkande barbiturat.
Preparatet är narkotikaklassat och ingår i förteckning P IV i 1971 års psykotropkonvention, samt i förteckning IV i Sverige.
År 1903 introducerades i Tyskland barbitursyraderivatet (barbituratet) diemal (barbital, Veronal), vilket följdes av ett stort antal andra barbiturater